# 8418 Mogamigawa
8418 Mogamigawa este un asteroid din centura principală de asteroizi.

## Descriere
8418 Mogamigawa este un asteroid din centura principală de asteroizi. A fost descoperit pe 10 noiembrie 1996 la Nanyo de Tomimaru Okuni. El prezintă o orbită caracterizată de o semiaxă mare de 2,75 ua, o excentricitate de 0,11 și o înclinație de 3,1° în raport cu ecliptica.